# Anne de France
Anne de France, dite Anne de Beaujeu ou Anne de Bourbon, née en avril 1461 à Genappe (duché de Brabant, dans les Pays-Bas bourguignons) et morte le 14 novembre 1522 à Chantelle (duché de Bourbon), fille aînée de Louis XI, est régente du royaume de France de 1483 à 1491 au début du règne de son frère Charles VIII, avec l'appui de son époux, Pierre de Beaujeu, qui devient duc de Bourbon en 1488. 
Durant cette période de régence (de droit, puis de fait), elle est considérée comme une des femmes les plus puissantes d'Europe et est surnommée « Madame la Grande », triomphant de la rébellion féodale de la Guerre folle, dirigée par le duc Louis II d'Orléans, héritier présomptif de Charles VIII, et par le duc de Bretagne François II. 
Sa principale réussite est, après la défaite et la mort de François II (1488), le mariage de Charles VIII avec la duchesse Anne de Bretagne (1491), première étape de la transformation du duché en province du royaume (1532).
Entre la mort de son époux en 1503 et sa propre mort en 1522, elle est régente du duché de Bourbon au nom de sa fille Suzanne.
À son décès, elle est la dernière représentante des Valois directs.

## Biographie

### Jeunesse et formation d'une princesse royale
Anne de France est née probablement le 16 avril 1461 au château de Genappe, dit « château du Lothier » (Pays-Bas bourguignons), durant le séjour du roi son père dans les territoires du duc Philippe le Bon.
Encore en bas âge, elle est fiancée au jeune Nicolas de Lorraine, marquis de Pont-à-Mousson, qui était le petit-fils de René d'Anjou, héritier (après son père) des trônes de Lorraine, Bar, Anjou, Maine, Provence, Naples et Sicile. 
Au mois de mai 1470, son père attribue à sa fille la vicomté de Thouars et les seigneuries de Marans et de Berrye. À la suite de la mort de son fiancé Nicolas de Lorraine le 27 juillet 1473, Anne épouse Pierre de Beaujeu, de plus de vingt ans son aîné, sire de Beaujeu et frère cadet du duc Jean II de Bourbon. Le contrat est passé à Jargeau près d'Orléans le 3 novembre 1473, et le mariage célébré l'année suivante. La princesse est alors âgée de 12 ans. Pierre, lui, est âgé de 35 ans. 
À partir de 1473, la santé du roi Louis XI décline. Sentant sa fin approcher, selon ses dernières volontés le roi déclare sur son lit de mort qu'il souhaite qu’Anne de Bourbon et son mari le sire de Beaujeu assurent la régence durant la minorité royale de son fils, le dauphin Charles VIII (à l'époque la majorité était fixée à 14 ans),.

### Une régente du royaume de France d'une intelligence redoutable

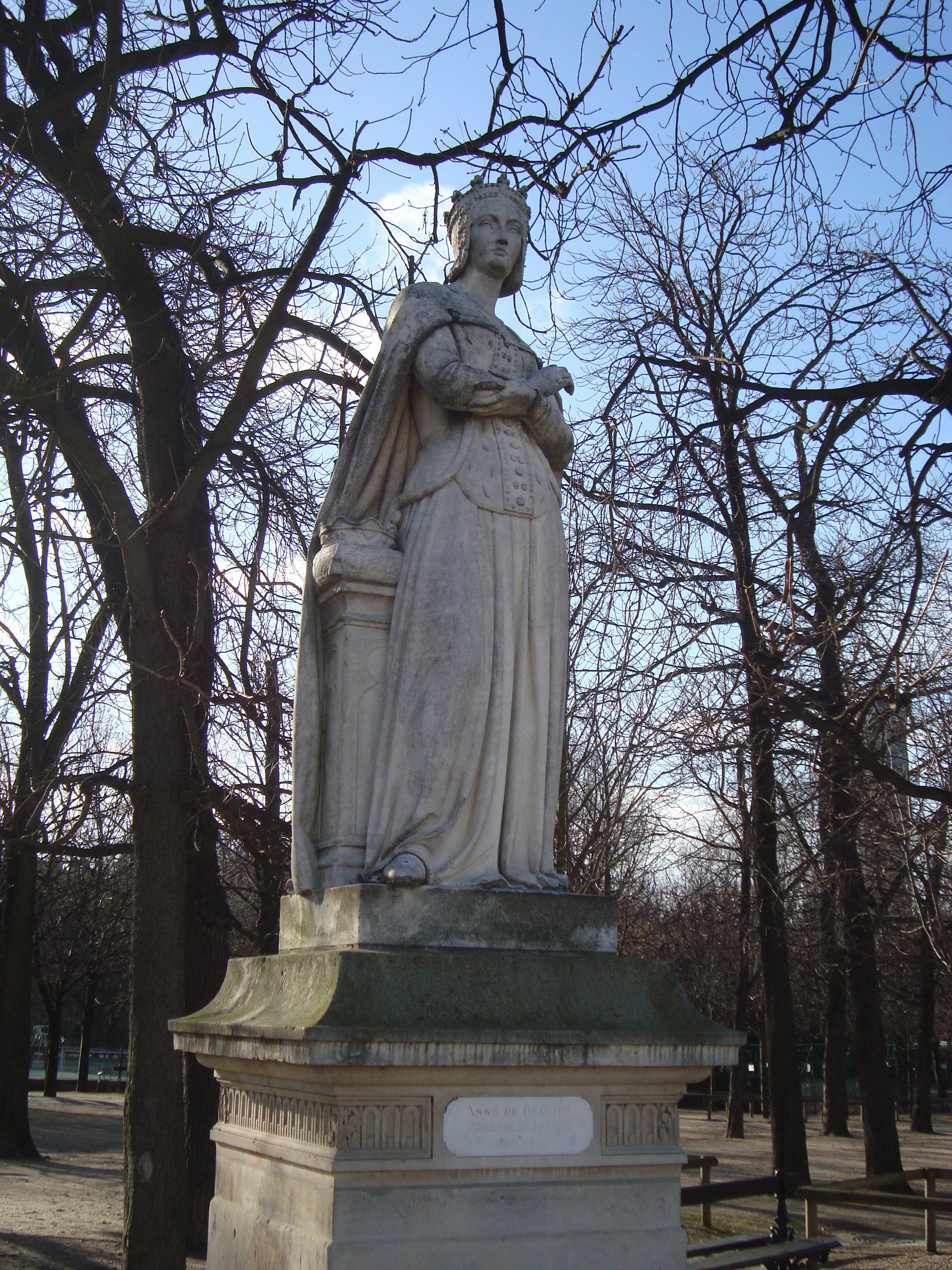
Statue d'Anne de Beaujeu par Jacques-Édouard Gatteaux dans la série des Reines de France et Femmes illustres du jardin du Luxembourg.

À la mort de Louis XI en 1483, le dauphin Charles VIII n'a que treize ans. N'ayant pas encore atteint l'âge de la majorité royale, il ne peut exercer le pouvoir. Durant sa minorité, c'est sa sœur Anne qui exerce la régence, de 1483 à 1491, de concert avec son mari Pierre II de Bourbon.
Afin de répondre aux contestations des nobles qui avaient commencé dès la mort de Louis XI, Anne convoque alors les états généraux à Tours. Pour se concilier les grands du royaume, elle accepte de se séparer de trois des conseillers de son père, Jacques Coitier, Jean de Doyat et Olivier Le Daim.
Durant cette période, Pierre et Anne contiennent les ambitions des nobles et réaffirment l'autorité royale contre le parti du duc d’Orléans. Ils consolident également l’unité du royaume en mettant un terme à la guerre folle en 1488 à Saint-Aubin-du-Cormier. Après la reddition des grands princes bretons, qui perdirent plus de 10 000 hommes durant cette bataille, Anne de Beaujeu, qui a mis fin politiquement dans son propre camp aux nombreuses intrigues ou conspirations nourries par quelques grands féodaux, fait signer le traité du Verger, le 19 août 1488 à Sablé-sur-Sarthe.
Conséquence de la guerre folle, elle marie son frère Charles VIII à Anne de Bretagne, ce qui complète l'expansion territoriale accomplie par Louis XI en préparant le rattachement du duché de Bretagne à la Couronne.
Outre ses fonctions de régente, Anne supervise l’éducation de nombreux enfants de l'aristocratie de l’époque, dont Diane de Poitiers et Louise de Savoie. Elle s’occupe également de l’éducation de Marguerite d’Autriche qui deviendra par la suite gouvernante des Pays-Bas bourguignons.
Lors de la Guerre des Deux-Roses qui secoue l'Angleterre à la fin du XVe siècle, Anne apporte son soutien à Henri Tudor contre son rival, le roi Richard III. Lorsqu'Henri lui demande de l'aide pour évincer son ennemi, Anne lui envoie des troupes françaises grâce auxquelles Henri peut envahir l'Angleterre en 1485 et remporte la victoire de la Bosworth. Henri monte alors sur le trône d'Angleterre sous le nom d'Henri VII. 
Après le mariage du roi en 1491, Anne est progressivement écartée du pouvoir par la nouvelle reine, Anne de Bretagne, qui lui en veut d’avoir mis fin à l’indépendance du duché de Bretagne quelques années plus tôt. Cela n'empêche pas le jeune couple royal de continuer à passer plusieurs mois par an chez elle, à Moulins, pour suivre ses conseils.

### À la cour de Moulins, le mécénat de la duchesse de Bourbon
À la mort du duc Jean de Bourbon en 1488, elle négocie le duché de Bourbon pour son mari. Elle tient à Moulins une des cours les plus fastueuses du royaume.

### Autres titres
Elle est aussi, par son conjoint, duchesse d'Auvergne et dame de Beaujeu.
En 1477, son mari récupère le comté de La Marche, après l'exécution de Jacques III d'Armagnac, son cousin au 3e degré. Elle fut aussi comtesse de Clermont en Beauvaisis, baronne du Roannais, princesse des Dombes, comtesse du Forez, vicomtesse de Carlat et comtesse de Gien.

## Œuvres
Après la mort de son mari, Anne de France écrit Enseignements à ma fille (Suzanne avait 12 ans), source importante sur l’éducation des jeunes filles de l’aristocratie de l’époque. Dans celui-ci, elle conseille à sa fille de s'entourer de gens frugaux. Elle lui indique également que la véritable noblesse vient de son humilité, de sa douceur et de sa courtoisie. Sans cela, les autres vertus ne valent rien. 
- Les Enseignements d'Anne de France, duchesse de Bourbonnois et d'Auvergne, à sa fille Susanne de Bourbon. 1re éd. : Lyon, Le Prince, sans date ; réédition  A.-M. Chazaud, Marseille, Laffitte, 1978
- Les Enseignements d'Anne de France duchesse de Bourbonnois et d'Auvergne à sa fille Susanne de Bourbon ; extrait d'une épistre consolatoire à Katerine de Neufville, dame de Fresne, sur la mort de son premier et seul filz (texte original publié d'après le manuscrit unique de Saint-Pétersbourg aujourd'hui perdu, et suivi des catalogues des bibliothèques du duc de Bourbon existant au XVIe siècle, tant à Aigueperse qu'au château de Moulins, et d'un glossaire ; reproduction des 19 miniatures originales d'après les dessins de M. A. de Queyroy), Moulins, C. Desrosiers, 1878 Lire en ligne

Elle publie également Histoire du siège de Brest, œuvre littéraire dont l’action se déroule durant la guerre de Cent Ans, qui donne en exemple les actes d’une femme lors d’une situation critique.

## Sépulture
Anne de France est inhumée dans la chapelle neuve du prieuré clunisien de Souvigny auprès de son époux et de sa fille.

## Personnalité et traits physiques
Personnalité au tempérament affirmé, Anne de France laisse l’image d’une femme énergique, à la fois intelligente et astucieuse. À son propos, son père Louis XI déclare qu’elle est « la moins folle des filles de France, car de sage il n'y en a point ».
Elle était brune avec un front haut et des sourcils finement arqués. Ses yeux étaient marron clair. Son regard était franc. Elle avait des lèvres et des mains fines. Au dire de ses contemporains, elle « se tenait droite comme une lance ».

## Dans la culture populaire

### Littérature
Anne de France fait une brève apparition dans le roman Notre-Dame de Paris de Victor Hugo. Dans celui-ci, l'écrivain indique que la « dame de Beaujeu, fille du roi » vient visiter le cloître de Notre-Dame.

### Télévision
- Anne de France est un des personnages principaux du  téléfilm Louis XI, le pouvoir fracassé diffusé le 6 décembre 2011 sur France 3. Dans celui-ci, Anne de France est incarnée par l'actrice Florence Pernel[17].
- L'émission Secrets d'histoire sur France 3 du 2 décembre 2019, intitulée Anne de France ou l'honneur des Bourbons, lui est consacrée[18].

## Famille et enfants
Anne de France avait un frère et une sœur.
- Son frère, Charles VIII, est roi de France de 1483 à 1498.
- Sa sœur, Jeanne, sainte Jeanne de France, appelée également « Jeanne la boiteuse », est brièvement reine de France en tant que première épouse de Louis XII. Béatifiée en 1742, elle est canonisée en 1950.

De son mariage avec Pierre II de Bourbon, elle a deux enfants :
- Charles (1476 †  1498), comte de Clermont (1488) ;
- Suzanne (1491 † 1521), mariée à Charles III de Bourbon (1490-1527).